# 羅傑·派金博
羅傑·索普·派金博（英語：Roger Thorpe Peckinpaugh，1891年2月5日—1977年11月17日），為前美國職棒大聯盟的游擊手與總教練，生涯曾效力於納普(今守護者)、洋基、參議員(今雙城)與白襪等隊。
派金博年輕時被納普隊明星球員納普·拉傑威發掘，後來他被交易到洋基，成為洋基1910年代的主力球員。他在1914年被任命為總教練，並同時擔任洋基隊長，成為大聯盟史上最年輕的總教練(23歲)。
派金博具有優異的防守能力與傑出的領袖氣質，他在1925年獲選美聯MVP。他生涯共參與三次世界大賽，並拿下一次冠軍。

## 職業生涯

### 納普與洋基
1910年9月，派金博登上大聯盟。隔年他在1A磨練一整年，1912年重返大聯盟。不過他僅繳出2成12的打擊率。1913年，球隊決定將先發游擊手位置交給雷·查普曼，並將派金博交易到洋基，換來Jack Lelivelt和Bill Stumpf。
納普在交易案完成後沒多久就後悔了，因為換來的兩名球員日後都在小聯盟浮沉，再也無法登上大聯盟，反觀派金博在洋基很快就被任命為球隊隊長。且在1914年，年僅23歲的派金博就兼任總教練，為大聯盟史上最年輕的總教練。該年他還跑出38次盜壘成功，名列美聯第五。

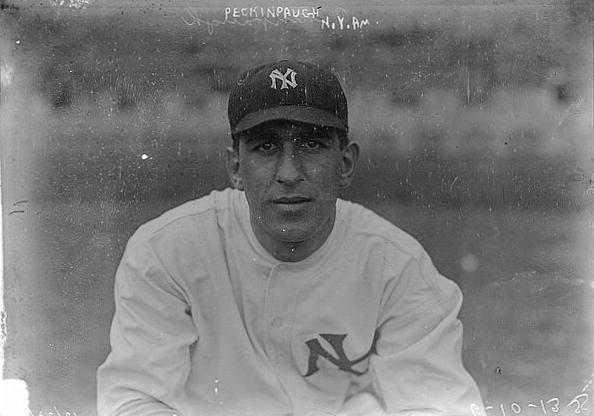
在洋基時期的派金博

1914年球季結束，派金博曾想加入新創立的聯邦聯盟。不過最終他選擇留在洋基，並與球隊續簽3年6000美元的合約。1918年，他再和洋基續約。1919年，他跑回89分，並敲出7轟。
1921年，洋基陣容面臨換血。派金博與華利·皮普和鮑伯·蕭基成為唯三位自1915年來仍待在洋基的球員。該年洋基首次打進世界大賽，但是最終敗給巨人。不過派金博也留下單場製造9次助殺的游擊手紀錄。

### 參議員與白襪
1921年12月20日，洋基將派金博、Rip Collins、Bill Piercy和Jack Quinn交易到紅襪，換來子彈喬·布許、艾佛瑞特·史考特和Sad Sam Jones。他在紅襪才待不到一個月，紅襪便發動一場三方交易，派金博被交易到參議員、Joe Dugan和Frank O'Rourke被交易到紅襪、Bing Miller和José Acosta被交易到運動家。
紅襪在1923年曾試圖交易回派金博，但他該年參議員繳出不錯的打擊數據與防守數據，成為球隊的固定先發。1924年世界大賽，派金博在系列賽繳出4成17的打擊率，幫助參議員拿下隊史首冠。1925年，派金博以些微之差打敗艾爾·西蒙斯，拿下美聯MVP。不過他在1925年世界大賽期間，7場出賽發生8次守備失誤，寫下大聯盟紀錄。
1927年1月15日，參議員將派金博交易到白襪，換來馬虎·瑟斯頓和Leo Mangum。而派金博也因為腿傷，導致出賽數銳減。他只在白襪打完一個球季，便在球季末宣告退休。

### 執教成績
| 球隊     | 年度   | 例行賽 | 例行賽 | 例行賽 | 例行賽 | 例行賽  | 季後賽 | 季後賽 | 季後賽 | 季後賽 |
| 球隊     | 年度   | 場次   | 勝     | 敗     | 勝率   | 排名    | 勝     | 敗     | 勝率   | 結果   |
| -------- | ------ | ------ | ------ | ------ | ------ | ------- | ------ | ------ | ------ | ------ |
| 洋基     | 1914年 | 20     | 10     | 10     | .500   | 美聯第6 | –      | –      | –      | –      |
| 合計     | 合計   | 20     | 10     | 10     | .500   |         | –      | –      | –      | –      |
| 印地安人 | 1928年 | 154    | 62     | 92     | .403   | 美聯第7 | –      | –      | –      | –      |
| 印地安人 | 1929年 | 152    | 81     | 71     | .533   | 美聯第3 | –      | –      | –      | –      |
| 印地安人 | 1930年 | 154    | 81     | 73     | .526   | 美聯第4 | –      | –      | –      | –      |
| 印地安人 | 1931年 | 154    | 78     | 76     | .506   | 美聯第4 | –      | –      | –      | –      |
| 印地安人 | 1932年 | 152    | 87     | 65     | .572   | 美聯第4 | –      | –      | –      | –      |
| 印地安人 | 1933年 | 151    | 26     | 25     | .510   | 被解雇  | –      | –      | –      | –      |
|          |        |        |        |        |        |         |        |        |        |        |
| 印地安人 | 1941年 | 154    | 75     | 79     | .487   | 美聯第5 | –      | –      | –      | –      |
| 合計     | 合計   | 971    | 490    | 481    | .505   |         | –      | –      | –      | –      |
| 總計     | 總計   | 991    | 500    | 491    | .505   |         | –      | –      | –      | –      |

## 生涯打擊成績
| 出賽次數 | 打席 | 打數 | 得分 | 安打 | 二安 | 三安 | 全壘打 | 打點 | 盜壘 | 保送 | 三振 | 打擊率 | 上壘率 | 長打率 | OPS  |
| -------- | ---- | ---- | ---- | ---- | ---- | ---- | ------ | ---- | ---- | ---- | ---- | ------ | ------ | ------ | ---- |
| 2012     | 8397 | 7233 | 1006 | 1876 | 256  | 75   | 48     | 740  | 205  | 814  | 670  | .259   | .336   | .335   | .672 |

## 個人生活
派金博的脾氣控管相當出色，他鮮少在比賽期間大發雷霆。
在退休之後，派金博在克里夫蘭皮革公司擔任製造商代表。他在1976年高齡85歲之時退休，1977年因癌症與心臟疾病去世。

## 外部連結
- 球員資訊和成績在MLB，ESPN，Retrosheet ，Baseball Reference ，Baseball Reference (Minors) ，Fangraphs ，The Baseball Cube （英文）